# Martin Capinius
Martin Capinius, más néven Martin Siebenbürger, illetve Martin Kopin, magyaros írásmóddal Capinius Márton (Nagyszeben, ? – Bécsújhely, 1522. augusztus 9.) szász származású lelkész, jogász, politikus, a bécsi egyetem jogi dékánja és Bécs polgármestere.

## Élete
Nagydisznódi lelkész volt; hivatalát azonban később elhagyta és Bécsbe költözött. 1503-ban az ottani egyetemen Juris pontificii címmel mint Procurator nationis Hungaricae működött; 1505-ben, 1510-ben és 1516-ban a jogi karban dékáni hivatalt viselt. 1494 után, működése idején alakult ki az egyetemen a római jog oktatása, és gyökeresedett meg a humanista szellem. Mint tanár vélhetően a fiatal Johannes Honterusra, a későbbi humanista polihisztorra is hatással volt. 1512–1517 között és 1522-ben Bécs városának bírája s 1521-ben polgármestere volt.
1519-ben I. Ferdinánd helytartósága alatt Bécs föllázadt, Capinius a lázadók élére állt, és új kormányformát alkotott. Amikor V. Károly császár 1522. február 7-én az osztrák tartományokat testvérének, Ferdinándnak engedte át, ez június 12-én Klosterneuburgba jött, és innen Bécset nem érintve Bécsújhelyre ment, ahová július 8-ra a bécsi kormányzókat és társaikat törvényszék elé idéztette. A lázadók közül többeket halálra ítéltek, ezek között volt Capinius is, akinek augusztus 9-én Bécsújhelyen fejét vették.
Közönségesen Doctor Siebenbürgernek is nevezték; ezt a nevet használta családja is, mely később Bécsben kihalt.

## Munkái
Doctoris Martini Transylvani Oratio ad Carolum Hispaniorum et electum Romanorum regem futurum imperatorem, Baschionae, 1519. (Fontes Rerum Austriacarum. Scriptores I. 210–213. l. Herberstein Zsigmond önéletrajzában.)
Kézirata: Martini Sibenburgeri J. U. D. et consulis Vienensis, post capite plexi sub Ferdinando I. varia scripta cum publica, tum privata. (Sajátkezű följegyzései. Az eredeti kézirat a Bécsi Császári Könyvtárba került a 8134. számú ívrét kötetben.)